# Динкани (Арђеш)
Динкани (рум. Dincani) насеље је у Румунији у округу Арђеш у општини Ведеа. Oпштина се налази на надморској висини од 378 m.

## Становништво
Према подацима из 2002. године у насељу је живело 193 становника, од којих су сви румунске националности.